# Sainte-Suzanne-et-Chammes
Sainte-Suzanne-et-Chammes è un comune francese del dipartimento della Mayenne nella regione dei Paesi della Loira.
È stato creato il 1º gennaio 2016 dalla fusione dei preesistenti comuni di Sainte-Suzanne e Chammes.
Il capoluogo è la località di Sainte-Suzanne.